# Adachiite
L'adachiite è un minerale, appartiene al supergruppo della tormalina.
Il nome è in onore di Tomio Adachi (1923-), insegnante di scuole superiori in pensione e mineralogista dilettante che ha effettuato numerose escursioni presso la miniera giapponese di Kiura, nella prefettura di Ōita, località tipo per questa specie di minerale. Grazie alla sua passione ha formato numerosi giovani collezionisti che si sono dedicati alla mineralogia
Il minerale è approvato dall'IMA con la sigla 2012-101

## Pubblicazioni
- Journal of Mineralogical and Petrological Science, anno 2014, n.109, pag.74[2]